# پل گوت
پل گوت (به فرانسوی: Paul Guth) رمان‌نویس، روزنامه‌نگار و دراماتورژ قرن بیستم میلادی اهل فرانسه است.